# Vladimir Rosing
Vladimir Sergeyevich Rosing, conhecido como Val Rosing (em russo: Владимир Сергеевич Розинг) (São Petersburgo, 23 de janeiro de 1890 - Santa Mônica, 24 de novembro de 1963) foi um tenor de ópera que passou a maior parte de sua carreira na Inglaterra e nos Estados Unidos. Em seus anos de formação, ele pertenceu aos Anos Dourados da Ópera e subsequentemente dedicou-se a cantar e dirigir sua vida e carreira em um novo maneirismo e métodos.
Rosing foi considerado por muitos como um cantor e ator da qualidade de Feodor Chaliapin. Em seu livro The Perfect Wagnerite, George Bernard Shaw chamou Chaliapin e Rosing de "os dois mais extraordinários cantores do século XX".
As gravações de Rosing são mais conhecidas pelas suas performances de músicas russas dos compositores Modest Mussorgsky, Nikolai Tcherepnin, Alexander Gretchaninov, Alexander Borodin e Nikolai Rimsky-Korsakov. Ele foi o primeiro cantor a gravar a parte de Akahito da obra Três Músicas Japonesas" de Igor Stravinsky.

## Biografia
Rosing nasceu em uma família aristocrata em São Petersburgo, Rússia, em 23 de janeiro de 1890. Seu pai era descendente de um oficial sueco, capturado na Batalha de Poltava. Sua mãe era a sobrinha-neta do Barão Báltico.
Os pais de Rosing se separaram quando ele tinha apenas três anos de idade, e sua mãe foi com Vladimir e suas irmãs mais velhas morar na Suíça. Após quatro anos, eles retornaram para Rússia, para viver em Moscou, perto do avô paterno de Rosing, o general Arkady Stolypin, que foi o Governador do Kremlin e pai de Pyotr Stolypin. Nessa época eles viveram no Kremlin como convidados do Governador.
Rosing passou o verão de 1898 perto de seu avô. Essa foi uma viagem memorável com sua mãe pois em Iasnaia Poliana, propriedade rural de Leo Tolstoy, conheceu o grande escritor. Tolstoy pediu para a mãe de Rosing mandar uma mensagem para o General Stolypin, para ele transmitir ao Tsar, mas Stolypin não a fez.
O Tsar fez uma visita a Moscou e o jovem Vladimir foi até uma performance da ópera Eugene Onegin de Pyotr Ilyich Tchaikovsky, com o barítono Mattia Battistini, no Teatro Bolshoi. A família ficou no camarote do General Stolypin, enquanto Tsar Nicolau II e sua família ocuparam o Camarote Real, a poucos metros de distância.
Os pais de Rosing se reconciliaram no ano seguinte e a família mudou-se novamente para São Petersburgo. Rosing completou seus estudos no Gymnasium da cidade, onde passou oito anos.
A Rússia foi um dos maiores mercados de gravação de músicas. O pai de Rosing comprou um gramophone para sua casa em 1901 e Vladimir começou a escutar e imitar os maiores cantores de sua época. Ele aprendeu um repertório de músicas e árias, cantando os papéis de barítono como os de tenor. O seu maior sonho é ser capaz de cantar a parte de baixo da ópera Mefistolefe de Arrigo Boito, mas a natureza tinha outros planos para ele.
Rosing viu o massacre em frente do Palácio de Inverno no Domingo Sangrento em 1905. Politicamente ele deixou de ser um monarquista e aliou-se com o Partido Constitucional Democrático. Para seguir o seu pai, que era um advogado de sucesso, o jovem Vladimir relutante, estudou direito na Universidade Estatal de São Petersburgo, onde ele foi muito ativo em programas políticos, que seguiram a Revolução Russa em 1905. Ele atuou como um deputado estudante para a Soviética São Petersburgo, onde ele passou muito tempo ouvindo as palavras de Leon Trotsky e outros.
Além da política, a música e o teatro também absorveram as energias de Vladimir. Seus pais finalmente aceitaram seus sonhos musicais e ele começou a estudar canto na Rússica com Mariya Slavina, Alexandra Kartseva e Joachim Tartakov.
Em 1908, Rosing apaixonou-se pela musicista inglesa Marie Falle, quem conheceu em um feriado na Suíça. Eles se casaram em Londres, em fevereiro de 1909. Ele estudou voz em Londres com Sir George Power, antes de retornar a Rússia para finalizar seu curso de Direito.

## Carreira
Após uma temporada em São Petersburgo como um tenor em ascensão com as inovações de Joseph Lapitsky no Teatro Musical e Drama em 1912, Vladimir Rosing fez seu concerto de estreia em Londres no Royal Albert Hall em 25 de maio de 1913. Ele passou o verão em Paris, estudando com Jean de Reszke e Giovanni Sbriglia. Foi Sbriglia que finalmente deu a Rosing a técnica e direção que ele precisava e uma carreira de advogado foi, permanentemente, posta de lado.
De 1912 a 1916 Rosing gravou 16 discos para a gravadora HMW, muitos deles foram gravados pelo pioneiro produtor americano, Fred Gaisber, em São Petersburgo e Londres.
Em 1914, ele assinou um contrato de seis anos com o empresário Hans Gregor, para ser o tenor líder na Ópera Imperial de Viena, mas a Primeira Guerra Mundial começou antes da temporada de outono e Rosing, sensível ao que viria, retornou para Londres.
O apetite de Londres pelos russos e pela música russa aumentou após as históricas temporadas da ópera e balé russos de Serge Diaghilev e assim os recitais de Rosing na Inglaterra logo tornaram-se extremamente populares. Em Londres, Rosing fez amizade com pessoas famosas e poderosas, como C. P. Scott, David Lloyd George, Lord Reding, Alfred Mond, o Primeiro Ministro Britânico Herbert Henry Asquith, George Bernard Shaw, Hugh Walpole, Walter Sickert, Charles Ricketts, Ezra Pound, entre outros.
A ambição de Rosing foi tanta que ele quis ter sua própria companhia de ópera. Em maio de 1915 ele produziu a breve temporada "Allied Opera Season" na vaga London Opera House de Oscar Hammerstein I. Rosing apresentou a première inglesa da Pikovaya Dama de Pyotr Ilyich Tchaikovsky e introduziu Tamaki Miura como Madama Butterfly, a primeira cantora japonesa a cantar esse papel. A temporada acabou antes do tempo, quando Londres foi alvo de um Zeppelin, pela primeira vez na guerra.
Rosing retornou para a Rússia por dois meses no verão de 1915 após o Tsar o convidar. Como filho único, Vladimir foi oficialmente inscrito para a Cruz Vermelha Sérvia e ele retornou para Londres para organizar concertos beneficentes. Ele foi posteriormente premiado com a Ordem de São Sava, por seus serviços. Quando a Revolução Russa pegou o mundo de surpresa em março de 1917, Rosing foi ver Lloyd George para dar suporte ao novo Governo Provisório.
Nessa época, os recitais de Rosing se tornaram mais popular que nunca. No outono de 1919, ele juntou-se com a soprano Emma Calvé e o pianista Arthur Rubinstein para uma turnê de concertos pelas províncias inglesas. Em 6 de março de 1921, no Royal Albert Hall, ele cantou seu 100º recital em Londres On March 6, 1921 in Albert Hall he gave his 100th London recital.
Rosing deixou a Inglaterra para realizar sua primeira turnê de concertos pelos Estados Unidos e Canadá, em novembro de 1921. A turnê passou até pela Casa Branca, onde ele cantou em um Jantar Oficial para o Presidente Warren G. Harding, no dia 2 de fevereiro de 1922. Com seus amigos William C. Bullitt, um escritor e de Clare Sheridan, uma escultora, Rosing organizou seu último concerto da turnê em Nova Iorque, no dia 10 de março de 1922.

## Companhia de Ópera Americana

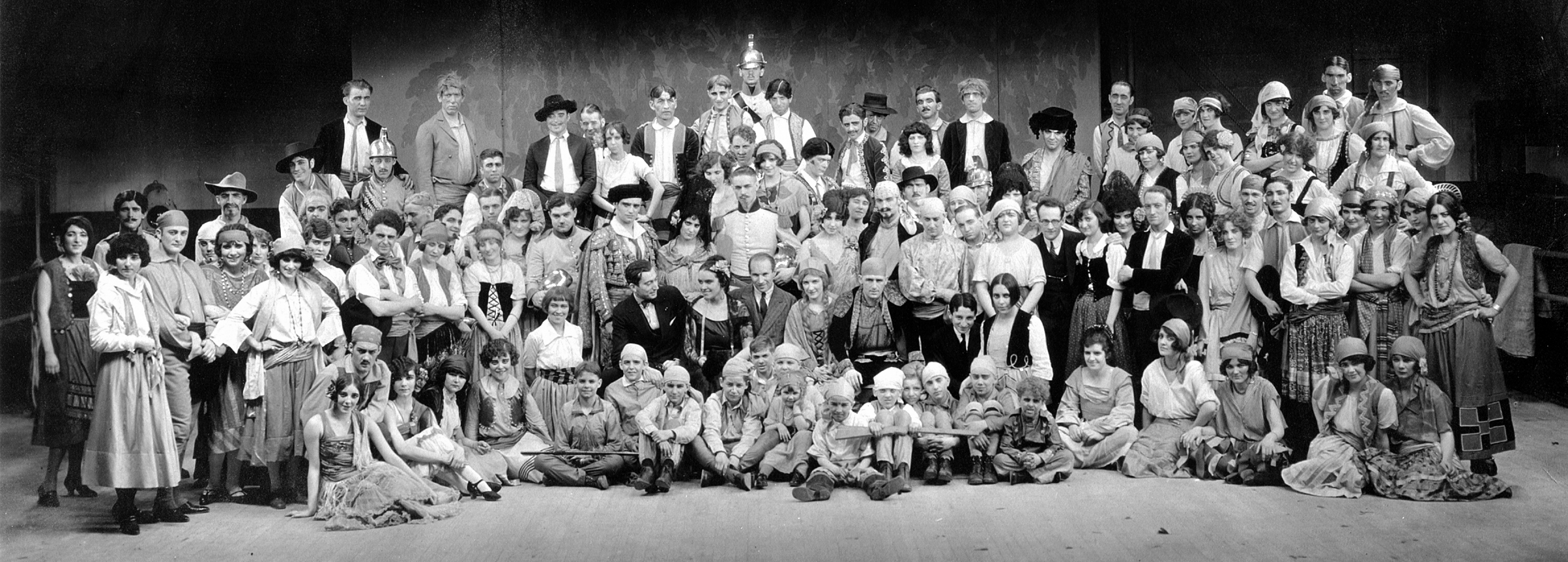
Companhia de Ópera Americana

Com George Eastman, Rosing começou a treinar profissionalmente um grupo de jovens cantores americanos e moldando-os no repertório nacional, apresentando óperas em todo os Estados Unidos com uma tradução inglesa. Com ajuda de entusiastas, artistas e bem-feitos, ele conseguiu o que queria.
O grupo de artistas que veio trabalhar com Rosing no Rochester e ajudou a fazer esse sonho uma realidade inclui Eugene Goossens, Albert Coates, Rouben Mamoulian, Nicolas Slonimsky, Otto Luening, Ernst Bacon, Emanuel Balaban, Paul Horgan, Anna Duncan e Martha Graham.
Mesmo com a transição para a nova carreira como diretor, Rosing fez uma outra turnê de recitais pelo Canadá, esses com a Filarmônica Rochester e em 20 de outubro de 1924 ele apresentou um concerto no Carnegie Hall com Nicholas Slonimsky como acompanhante.
Em novembro de 1924, após um ano de gestão e ensaios, a Companhia de Ópera Americana Rochester foi anunciada. Uma turnê pelo Oeste do Canadá aconheceu em janeiro de 1926. Performances em Rochester e Chautauqua seguiram-se. A célebre soprano Mary Garden ficou tão impressionada com a nova companhia que juntou-se a ela para interpretar o papel título de Carmen (Georges Bizet) em fevereiro de 1927. Nessa época Vladimir casou-se pela segunda vez com a soprano Margaret Williamson, que foi membro da companhia.
Com o convite do Teatro Guild, a Companhia de Ópera Americana Rochester fez seu début em Nova Iorque em abril de 1927, apresentando-se durante uma semana completa no teatro, com Eugene Goossens como maestro.
A companhia teve que cessar suas produções com crises financeiras, fortemente prejudicados pela Grande Crise de 1929.

## Retorno aos Estados Unidos

### Segunda Guerra Mundial
Quando a Segunda Guerra Mundial começou na Europa, em setembro de 1939, Rosing decidiu ir com seu amigo Albert Coates à Carolina do Sul. Rosing casou-se pela terceira vez com a atriz inglesa Vicki Campbell e eles embarcaram no SS Washington em Southampton em 3 de outubro de 1939. O barco estava repleto de artistas da Europa, como Arturo Toscanini, Arthur Rubinstein, Paul Robeson e o Balé Russo.
Uma vez salvos em Hollywood, Rosing e Coates formou a Associação de Óperas da Carolina do Sul. Em conjunção com a W.P.A, eles produziram a notável produção de Faust de Charles Gounod, que foi a estreia da soprano Nadine Conner. Rosing renovou suas atividades políticas, tornando-se o Presidente Executivo da União Federal da Carolina do Sul, um novo grupo de membros que incluíam Thomas Mann, John Carradine, Douglas Fairbanks Jr. e Melvyn Douglas.
Quando os Estados Unidos finalmente juntaram-se a guerra, Rosing queria servir. Ele finalmente foi apontado como Diretor de Entretenimento no Campo Roberts, California em 1943. No Campo ele dirigiu aproximadamente vinte produções de musicais, sua última produção foi a versão de Messiah de Georg Friedrich Händel, em dezembro de 1945.
Rosing trabalhou localmente com a Associação de Ópera Cívica de Long Beach em produções de The Merry Widow de Franz Lehár, Naughty Marietta e Rio Rita. Sob o nome de Companhia de Ópera Americana de Los Angeles, ele dirigiu Tosca (Giacomo Puccini), Il barbiere di Siviglia (Gioacchino Rossini) e Faust em 1947, com o jovem baixo chamado Jerome Hines. Em 1948, a Associação de Ópera Nacional de Los Angeles, sob a direção dele, apresentou Pagliacci (Ruggiero Leoncavallo), Faust, The Beggar's Opera (Johann Christoph Pepusch), Die Entführung aus dem Serail (Wolfgang Amadeus Mozart) e La traviata(Giuseppe Verdi) com a soprano Jean Fenn.

### Ópera da Cidade de Nova Iorque
No outono de 1949, uma oferta veio da Ópera da Cidade de Nova Iorque para reviver a ópera cômica O Amor por Três Laranjas de Sergei Prokofiev. O velho amigo de Rosing, Theodore Komisarjevsky estava cotado para dirigir a produção, mas ele acabou sofrendo um ataque do coração. Vladimir viu a produção original falhar a Ópera Lírica de Chicago em 1921 e sabia o que deveria ser feito para trazer sucesso. A produção foi estreada em novembro de 1949. A companhia de Nova Iorque levou a produção para Chicago, fazendo tanto sucesso, que voltou a ser interpretada por mais duas temporadas em Nova Iorque.
Pelas próximas décadas, Rosing dirigiu mais dez produções para a Companhia, incluindo The Ballad of Baby Doe de Douglas Moore, que foi performada em duas temporadas, em 1958, sendo a estreia de Beverly Sills. A produção foi revivida novamente em 1962.

### Ópera Lírica de Chicago
Começando em 1955 com Il tabarro de Giacomo Puccini, Vladimir Rosing dirigiu uma dúzia de produções pelos sete anos seguintes para a Ópera Lírica de Chicago, incluindo Boris Godunov de Modest Mussorgsky com Boris Christoff, Turandot com Birgit Nilsson em 1958 e Thaïs de Jules Massenet com Leontyne Price em 1959. A última ópera de Rosing na companhia foi Knyaz Igor de Alexander Borodin (também com Christoff).

## Morte
Rosing contraíu septicemia e faleceu em Santa Monica, Estados Unidos no dia 24 de novembro de 1963.